# Max i els traficants de ferralla
Max i els traficants de ferralla (títol original en francès: Max et les ferrailleurs) és una pel·lícula franco-italiana dirigida per Claude Sautet el 1971. Ha estat doblada al català.

## Argument
Procedent d'una rica família de vinyataires del Mâconnais i alliberat de les preocupacions materials, Max és un solitari que es dedica completament a la seva obsessió: la detenció dels malfactors. Antic jutge d'instrucció, ha dimitit per despit d'haver d'alliberar un culpable amb falta de proves. És ara inspector de policia i de nou veu com se li escapa una banda d'atracadors. Aquest nou fracàs és encara present en el seu esperit quan troba Abel, un antic camarada de regiment, al qual omet revelar la seva professió. Aquest últim s'ha fet «ferroveller» i saqueja els tallers de construcció amb una banda de petits truans dels voltants de Nanterre. Max té la idea d'incitar-los a cometre un gran cop per tal de realitzar un flagrant delicte indiscutible. Presentant-se com a client, coneix Lily, una jove prostituta d'origen alemany que és la companya d'Abel. Es fa passar pel director d'una petita agència bancària que rep a intervals regulars recaptacions importants de comerciants. S'assegura igualment de l'ajuda del seu patró i del comissari Rosinsky, responsable del sector, que posseeix un espieta a la banda. Max omet tanmateix de revelar-los el seu paper d'instigador. A poc a poc, un sentiment neix entre Max i Lily. Però Max guarda una actitud reservada i es conforma a influenciar els ferrovellers pel seu intermediari. Finalment, endevinant la banda a punt per a l'acció, els comunica una data ideal per cometre l'atracament. El dia previst, s'activa una ratera i la banda és arrestada. Més tard, a la comissaria, Rosinsky revela a Max que ha comprès perfectament la seva responsabilitat en l'assumpte i que a falta de poder alguna cosa contra ell es conformarà per carregar contra Lily. Desemparat, Max intenta de salvar-la i acaba amenaçant Rosinsky. Aquest s'obstina i, sense arguments, Max treu la seva pistola i l'abat, reunint-se així amb els ferrovellers en el crim.

## Repartiment
- Michel Piccoli: Max
- Romy Schneider: Lily
- Georges Wilson: el comissari
- Bernard Fresson: Abel Maresco
- François Périer: Rosinsky
- Boby Lapointe: P'tit Lu
- Michel Creton: Robert Saidani
- Henri-Jacques Huet: Dromadaire
- Jacques Canselier: Jean-Jean
- Alain Grellier: Guy Laronget
- Maurice Auzel: Tony
- Philippe Léotard: Losfeld
- Robert Favart: Loiselle
- Dominique Zardi: Baraduch
- Albert Augier: un client de Lily
- Betty Beckers: Maria
- Alain Belard
- Jean-Paul Blonday: un inspector
- Danielle Durou: Nicole
- Léa Gray: Madame Saidani
- Dany Jacquet: Ida
- Jack Lenoir: un inspector
- Bernard Musson: un inspector
- Jacques Cottin

## Al voltant de la pel·lícula
- En un principi, els productors consideren donar el paper de Max a Yves Montand, després a Alain Delon. Els dos declinen l'oferta, amb gran alleujament de Claude Sautet que desitja proposar-ho a Michel Piccoli. A aquest li cau tan bé en el personatge que arriba al rodatge amb el seu guarda-roba molt compost, amb un barret tipus doulos i vestit d'un vestit d'un especialista del vestit per a policia civil.
- Per al personatge de Lily, Claude Sautet pensa en principi en Marlène Jobert que es nega secament a interpretar el paper d'una prostituta. Catherine Deneuve reflexiona dos mesos després refusa. Romy Schneider, per contra, ho accepta immediatament després d'haver llegit un argument de tres fulls.
- A Claude Sautet li va costar trobar el final de la seva història. En una primera versió, Abel es venjava de Max matant-lo i acabava condemnat a mort. En una altra, Lily retia visita a Abel a la presó on l'interrogava sobre els seus sentiments per a Max. Aquest finalment escollit té de manera incontestable més força.